# USS Thresher (SSN-593)
USS Thresher (SSN-593) – amerykański uderzeniowy okręt podwodny z napędem nuklearnym, drugi amerykański okręt noszący nazwę „Thresher”. „Thresher” był okrętem prototypowym, pierwszą wybudowaną jednostką typu Thresher. 10 kwietnia 1963 roku okręt zatonął w czasie prób zdawczo-odbiorczych po remoncie w stoczni wraz ze 129 osobami na pokładzie – członkami załogi i pracownikami stoczni Portsmouth Naval Shipyard. Katastrofa tej jednostki, jakkolwiek chronologicznie druga w powojennej historii amerykańskiej marynarki wojennej, była najtragiczniejszą pod względem liczby ofiar katastrofą okrętu podwodnego z napędem atomowym. Nazwa okrętu pochodziła od jednego z gatunków rekinów.

## Budowa okrętu

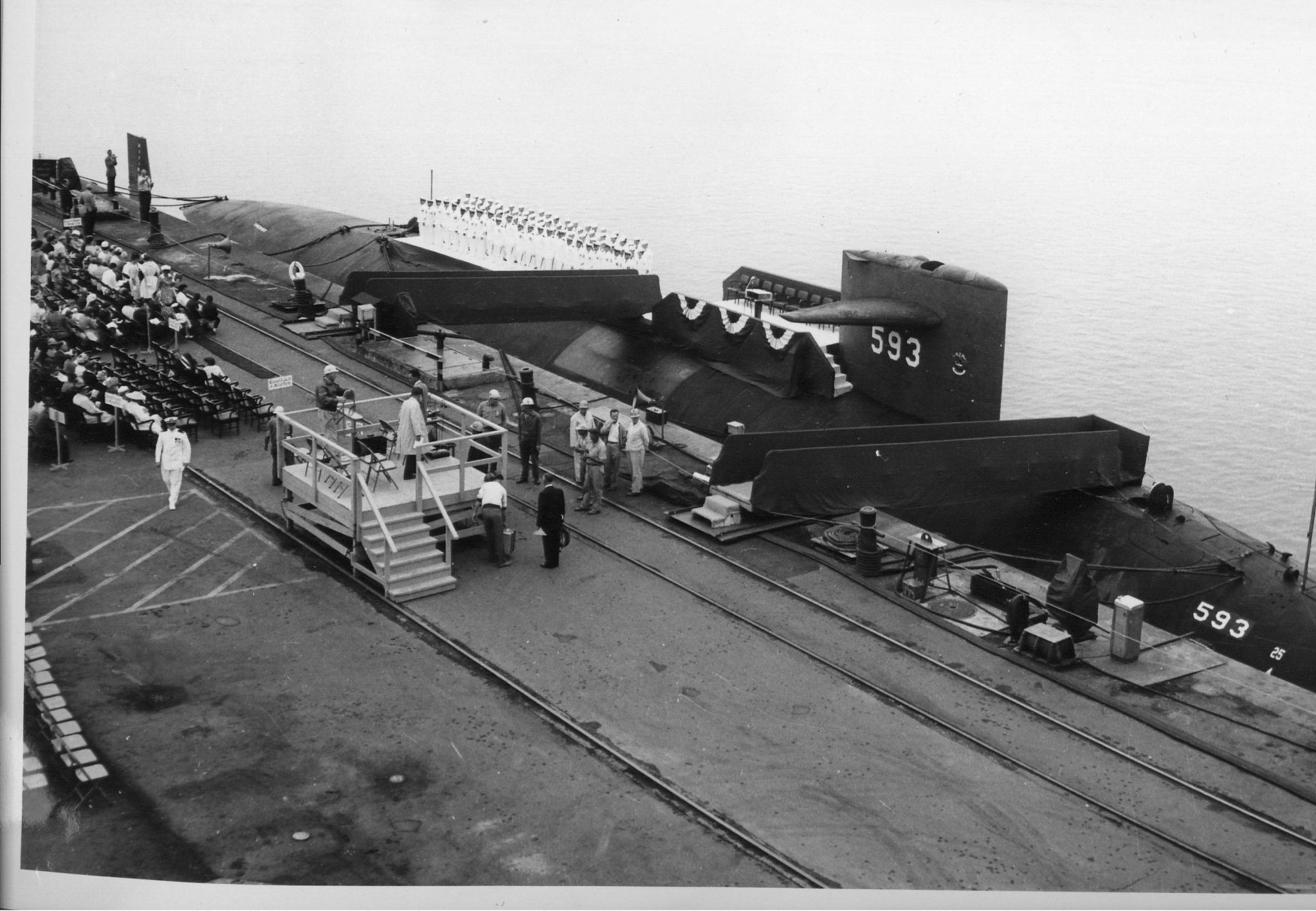
3 sierpnia 1961 roku, ceremonia przyjęcia USS „Thresher” do służby

Zamówienie na budowę pierwszego okrętu nowego typu zostało złożone w stoczni Portsmouth Naval Shipyard 15 stycznia 1958 roku. Stępkę pod budowę okrętu położono 28 maja 1958 roku. Wodowanie miało miejsce 9 lipca 1960 roku, zaś oddanie do służby 3 sierpnia 1961 roku. W związku z tym, że na okręcie zastosowano szereg nowych technologii, testowanych wcześniej tylko na jednostkach eksperymentalnych, przewidziano rozszerzony cykl prób morskich. Podczas jednego z testów na okręcie doszło do wyłączenia reaktora i włączenia zapasowych źródeł energii elektrycznej. Przy ponownym włączaniu reaktora, agregat prądotwórczy uległ awarii, co doprowadziło do znacznego wzrostu temperatury w przedziale siłowni okrętowej. Wysoka temperatura spowodowana wyłączeniem urządzeń klimatyzacyjnych wewnątrz okrętu spowodowała, iż próby uruchomienia reaktora przy pomocy zasilania w energię elektryczną z innego okrętu podejmowała jedynie część załogi, pozostała zaś zmuszona była zejść na ląd. Podczas trwania prób morskich okręt wziął udział w dwóch edycjach manewrów „Nubex”, których celem było doskonalenie metod działania okrętów podwodnych z napędem atomowym.

## Katastrofa
11 lipca 1962 roku USS „Thresher” SSN-593 przypłynął do macierzystej stoczni w Portsmouth w celu przeprowadzenia planowego remontu. Na okręcie miały być wykonane trzy zasadnicze rodzaje prac: naprawa uszkodzeń powstałych w trakcie testów wstrząsowych okrętu, naprawa i regulacja wyposażenia oraz systemów, a także instalacja nowego wyposażenia. Nie przewidywano większych prac w siłowni jądrowej okrętu. Większość zadań stanowiły pomniejsze prace, jedynie kilka poważniejszych zadań wymagało ingerencji w system hydrauliczny oraz eksperymentalny sonar. Stocznia PNS była w tym czasie bardzo obciążona zamówieniami marynarki, gdyż prowadziła jednoczesną budowę siostrzanych jednostek „Tinosa” oraz „Jack”, a także strategicznych okrętów „Polaris”: USS „John Adams” (SSBN-620) i USS „Nathanael Greene” (SSBN-636) typu Lafayette. Dowodzący w tym czasie stocznią kontradmirał Charles J. Palmer dysponował około 9 tysiącami pracowników, w większości cywilnych. Państwowa stocznia należąca do amerykańskiej marynarki wojennej cierpiała jednak na niedostatek wojskowych specjalistów wyspecjalizowanych w wąskich dziedzinach techniki. 23 lipca w stoczni rozpoczęły się prace przy okręcie, z przewidywanym terminem ich zakończenia w połowie stycznia 1963 roku.

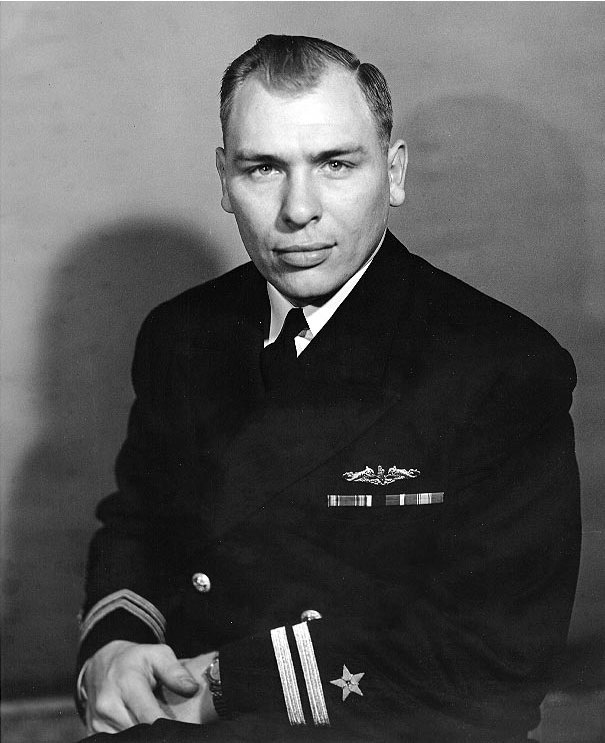
Komandor podporucznik John Harvey (na fotografii w stopniu kapitana), dowodzący „Thresherem” w ostatnim rejsie

W 1962 roku, stocznia Mare Island przy współudziale Electric Boat opracowała nową niedestrukcyjną technikę badania połączeń wykonanych metodą lutowania twardego stopem srebra, przy użyciu ultrasonografii. Technika ta miała być zastosowana także do sprawdzenia połączeń „Threshera”, jednakże obciążona stocznia, z uwagi na napięty termin oddania okrętu marynarce, starała się ograniczyć zakres testów do niezbędnego minimum. Z tego też względu zaproponowała inspekcję jedynie tych połączeń, które były uszkodzone testami wstrząsowymi i naprawiane w trakcie bieżącego remontu, argumentując, że pozostałe złącza były sprawdzane wcześniej i pomyślnie przeszły ówczesne badania. Biuro Okrętów nie wyraziło zgody na propozycję PNS, wskazując, że już przed rozpoczęciem testów ujawniono 8 wadliwych złącz na około 115, w związku z czym niezbędna jest inspekcja całego okrętu. Portsmouth Naval Shipyard ponownie wyraziła sprzeciw, twierdząc, że całkowite sprawdzenie nie tylko nie jest niezbędne, lecz także uniemożliwi zakończenie przez stocznię prac w przewidzianym terminie. Stocznia osiągnęła w tym względzie kompromis ustalony z oficerami okrętu, który zakładał, że sprawdzone zostaną wszystkie złącza o wielkości 2 cali (5,08 cm) i większe, które nie są zakryte i są łatwo dostępne. Bureau of Ships zażądało jednak, aby przez cały czas pozostawania okrętu w stoczni przynajmniej jedna grupa techników sprawdzała tak wiele połączeń, jak to tylko możliwe oraz prowadziła szczegółowy rejestr testów każdego sprawdzanego złącza. Ponieważ proces ten miał być jednocześnie pilotażowym programem, BuShips żądało także przedstawienia przez stocznię końcowych komentarzy, sugestii oraz rekomendacji. Procedura badania ultrasonograficznego była czasochłonna, a Portsmouth nie doszacowała niezbędnego czasu i wyraziła zgodę na dodatkowe prace. 29 listopada 1962 roku raport działu kontroli jakości wskazał, iż na 145 połączeń o wielkości przynajmniej 2 cali w systemach słonej wody wykonanych przed remontem, 13,8% nie spełniało minimalnych wymagań.
15 marca 1963 roku ponownie uruchomiony został reaktor okrętu, a 23 marca rozpoczęły się testy wyposażenia jednostki oraz sprawdziany wyszkolenia – nowej w sporej mierze – załogi. Testy w obu zakresach wypadły niezadowalająco – zanotowano 456 braków i niedociągnięć, z których 186 musiało być skorygowane przed wypłynięciem okrętu w morze. Ostatecznie, 9 kwietnia 1963 roku „Thresher” opuścił stocznię, udając się w morze celem przeprowadzenia pierwszych testów.
10 kwietnia 1963 roku 220 mil morskich na wschód od Bostonu USS „Thresher” (SSN-593) zatonął w trakcie przeprowadzania testów morskich. Podczas przeprowadzania testów, towarzyszył mu okręt ratowniczy USS „Skylark” (ASR-20). Drugiego dnia testów rano, operując na głębokości peryskopowej, okręt rozpoczął pierwsze powolne zanurzanie do głębokości testowej, o godzinie 8:07 meldując osiągnięcie połowy testowej głębokości zanurzenia. O godzinie 8:53 na „Skylarku” odebrano informacje z „Threshera” o kontynuowaniu zanurzania do głębokości testowej, o 9:13 zaś komunikat o niewielkich problemach i podjęciu próby przedmuchania zbiorników balastowych, po czym okręt nie odpowiadał na wezwania ze „Skylarka”. Następnymi dźwiękami odebranymi na pokładzie okrętu ratowniczego były odgłosy niszczenia kadłuba oraz trwające 20-30 sekund odgłosy uchodzenia skompresowanego powietrza. Okręt podwodny nie reagował na sygnały akustyczne z jednostki ratowniczej, nie zareagował też na awaryjny sygnał z żądaniem natychmiastowego wynurzenia się w postaci eksplozji w wodzie wiązek granatów ręcznych w grupach po trzy, o godzinie 10:40. Pięć minut później „Skylark” wysłał do dowództwa wiadomość o utracie kontaktu z „Thresherem” o godzinie 9:17. Do dowództwa floty w New London wiadomość dotarła jednak dopiero o 12:45.
Przebieg katastrofy:
- 07:47: „Thresher” zaczyna zanurzenie – celem jest stopniowe zejście do maksymalnej dopuszczalnej głębokości 400 m (teoretyczna wytrzymałość kadłuba pozwalała na zanurzenie do około 450–500 m, na której to głębokości kadłub uległby zniszczeniu). Okrętowi towarzyszy okręt ratowniczy „Skylark”, który utrzymuje łączność z „Thresherem”.
- 07:52: „Thresher” na głębokości 120 m. Załoga przeprowadza inspekcję kadłuba i nie stwierdza przecieków.
- 08:09: Kapitan informuje przez hydrotelefon (slangowo gertruda) o osiągnięciu głębokości 200 m (połowa planowanej głębokości zanurzenia).
- 08:25: „Thresher” osiąga 320 m.
- 09:02: „Thresher” rozpoczyna ostatnią fazę zanurzenia polegającą na powolnym krążeniu z bardzo wolnym schodzeniem na niższą głębokość. Pogorszeniu ulega jakość łączności przez gertrudę (prawdopodobnie z powodu przekroczenia termokliny).
- 09:09: Awaria – przebieg uznany za najprawdopodobniejszy:
  - następuje pęknięcie spoiny w rurociągu z wodą zaburtową (dostarcza wodę morską do instalacji odsalania i elektrolizy, dzięki którym okręt ma zapewnioną słodką wodę i tlen przez cały czas zanurzenia) znajdującym się w maszynowni;
  - powstała mgła wodna powoduje zwarcia w instalacji elektrycznej;
  - w związku z obecnością zwarć następuje automatyczne wyłączenie reaktora;
  - załoga rozpoczyna próby usunięcia przecieku i zwarć, a potem restartu reaktora (jak ustalono później załatanie przecieku i usunięcie lub ominięcie zwarć zajęłoby kilkanaście minut, a restart reaktora po usunięciu lub ominięciu zwarć około 7 minut);
  - kapitan zgodnie z obowiązującymi w przypadku awaryjnego wyłączenia reaktora procedurami wydaje polecenia płynięcia całą naprzód, ustawienia sterów głębokości do maksymalnego wynurzenia i awaryjnego szasowania balastów;
  - niedoświadczony oficer maszynowy zgodnie z obowiązującymi procedurami wyłącza dopływ pary do turbin – okręt traci szybkość i zaczyna coraz szybciej opadać na dno;
  - uruchomienie silników elektrycznych i restart reaktora opóźnia się wskutek zwarć i braku możliwości ich szybkiego obejścia;
  - próba awaryjnego szasowania balastów („Skylark” zarejestrował dźwięk) kończy się niepowodzeniem wskutek zalodzenia przewodów powietrza – wypompowano zbyt mało wody, aby okręt mógł przestać opadać na dno, a na stopienie lodu brakło czasu, ponieważ utrudniony był dostęp do rur (należało je podgrzewać z zewnątrz).
- 09:12: „Skylark” próbuje dwukrotnie nawiązać łączność z „Thresherem” przez gertrudę.
- 09:13: Kapitan „Threshera” informuje o problemach i próbie wynurzenia. „Skylark” ponownie rejestruje dźwięk wskazujący na drugą nieudaną próbę szasowania balastów.
- 09:14: „Skylark” informuje „Threshera”, że w okolicy nie ma żadnych innych obiektów podwodnych, więc może się wynurzać.
- 09:15: „Skylark” ponownie próbuje nawiązać łączność z „Thresherem” i ostatecznie wysyła pytanie Czy kontrolujecie sytuację?
- 09:16: „Skylark” otrzymuje z „Threshera” przez gertrudę zakłócony komunikat brzmiący Dziewięć, zero, zero, en. Interpretacja treści komunikatu jest niejasna; en prawdopodobnie miało oznaczać odpowiedź Nie na pytanie o kontrolowanie sytuacji (ang. Negative); Dziewięć, zero, zero prawdopodobnie stanowił kod zagrożenia z powodu zdarzenia nietypowego używany wtedy w US Navy (używano 10 kodów od jeden, zero, zero oznaczającego zdarzenie niestanowiące jakiegokolwiek problemu do dziesięć, zero, zero oznaczającego zatonięcie okrętu); najprawdopodobniej komunikat należy rozumieć zatem jako Nie kontrolujemy sytuacji. Okręt o krok od zatonięcia..
- 09:17: Kolejny zniekształcony komunikat z „Threshera”, w którym jedynym zrozumiałym wyrażeniem było głębokość testowa [400 m].
- 09:18: „Skylark” rejestruje dźwięk charakterystyczny dla implozji kadłuba sztywnego.
- 09:20: „Skylark” kontynuuje próby nawiązania łączności z „Thresherem”.
- 10:40: Dowódca „Skylarka” wydał rozkaz wrzucenia do wody trzech granatów ręcznych, które eksplodując pod wodą miały za pomocą fali dźwiękowej przekazać dowódcy „Threshera”, ustalone na wypadek sytuacji awaryjnych, polecenie natychmiastowego wynurzenia okrętu[5].
- 11:04: „Skylark” informuje dowództwo o braku kontaktu z „Thresherem” od 9:17.
- 11:21: Dowództwo potwierdza zatonięcie okrętu.

12 lipca 2021 roku, Marynarka Stanów Zjednoczonych odtajniła dokumenty wskazujące na nawiązanie kontaktu 11 kwietnia. Stały się one podstawą artykułów prasowych. Zgodnie z raportem okrętu podwodnego „Seawolf”, z „Threshera” wysyłano 37-krotnie sygnał sonaru 3.5 kHz BQC, niezrozumiałą transmisję głosową oraz wykryto uderzenia w kadłub. Informacje te zostały uznane za fałszywe i nie zostały uwzględnione w końcowym dochodzeniu. W opinii eksperta SOSUS Bruce'a Rule'a nastąpiła oczywista pomyłka ze strony załogi „Seawolfa” - za sygnały z zatopionego dzień wcześniej okrętu uznano pracę aktywnego sonaru niszczycieli i okrętu podwodnego „Sea Owl”, próbujących 11 kwietnia zlokalizować wrak.

## Dochodzenie
Wypadek był wstrząsem dla amerykańskiej marynarki wojennej. Z uwagi nie tylko na moralne zobowiązanie wobec rodzin poległych, lecz także w związku z potrzebą ustalenia, czy z tragedii da się wyciągnąć wnioski na przyszłość zarówno w sferze konstrukcyjnej, jak i operacyjnej, United States Navy wszczęła rozległe dochodzenie na temat przebiegu i przyczyn katastrofy. Powołano w tym celu specjalny sąd śledczy, z władzą przesłuchiwania wszystkich świadków, zasięgania opinii biegłych, osób wojskowych oraz cywilnych, a także przeprowadzania eksperymentów, przesłuchiwania oraz dokonywania analiz zapisów akustycznych katastrofy. Powagę sytuacji potęgował fakt, że konstrukcję „Threshera” w znacznym stopniu powielono na masową skalę, zarówno w innych okrętach ogólnego przeznaczenia, jak też w budowanych właśnie strategicznych okrętach rakietowych (SSBN). Analizowano, czy konstrukcja okrętów typu Thresher nie zawiera poważnych wad i błędów, zastanawiano się też, czy idea zwiększania możliwej do osiągnięcia operacyjnej głębokości zanurzenia nie jest w swej istocie błędna. Sprawę pogarszał fakt, że katastrofy nie przeżył nikt ze znajdujących się na pokładzie członków załogi i pracowników stoczni, a bez zeznań bezpośrednich świadków z pokładu okrętu – jedynie na podstawie badania wraku – odtworzenie wszystkich okoliczności katastrofy nie było możliwe. Od rozpoczęcia pracy 11 kwietnia do jej zakończenia 5 czerwca 1963 roku, sąd przesłuchał 121 osób. Końcowe zaś orzeczenie sądu zawierające 166 paragrafów na temat ustalonych faktów, 55 paragrafów opinii oraz 20 paragrafów rekomendacji, przedstawione miało być Kongresowi Stanów Zjednoczonych.
Według niektórych poglądów przeciek, który w konsekwencji doprowadził do katastrofy, mógł mieć miejsce w jednym z połączeń wodnych, na przykład w rurach kondensatora. Nie mógł być szybko usunięty prawdopodobnie z powodu rozmieszczenia zaworów w różnych częściach przestrzeni maszynowej (członkowie załogi działający w wielkim stresie mogli mieć problem z ustaleniem właściwego zaworu i dotarciem doń). W konsekwencji w celu usunięcia przecieku mogło dojść do zamknięcia głównych zaworów z dostępem do wody morskiej, co mogło zablokować cyrkulację wody w siłowni, co z kolei mogło szybko zatrzymać reaktor i uniemożliwić jego restart. Inna możliwa przyczyna wyłączenia reaktora i uniemożliwienia jego restartu to budowa i działanie systemu awaryjnego wyłączania reaktora – w sytuacji, kiedy występowało zwarcie w dowolnym obwodzie w maszynowni, prąd zwarciowy powodował uruchomienie układu awaryjnego opuszczania prętów sterujących reaktora w celu jego wyłączenia, a ponowne uruchomienie reaktora było możliwe dopiero po usunięciu zwarcia (lub jego obejściu). Prawdopodobnie dowódca jednostki próbował wynurzyć okręt, korzystając z wysokiej sprawności sterów głębokości, awaryjnego napędu elektrycznego i wydmuchując zbiorniki balastowe, co jednak okazało się niemożliwe na skutek utraty zasilania, spowodowanej zalaniem obwodów elektrycznych reaktora i maszynowni oraz konstrukcją instalacji elektrycznej (brak było centralnej rozdzielni umożliwiającej szybkie odłączenie obwodów ze zwarciami lub uszkodzeniami, co mogło uniemożliwić uruchomienie napędu elektrycznego). Ciepło utajone w systemie nie mogło zostać przekazane do turbin, gdyż nagła utrata temperatury i ciśnienia w reaktorze mogłaby wywołać poważne konsekwencje. Jednakże I oficer maszynowy (za zgodą kapitana nie uczestniczył w zanurzeniu, bo towarzyszył w szpitalu żonie, która wcześniej uległa wypadkowi w domu) zeznał, że gdyby był na okręcie w czasie katastrofy, to podjąłby takie ryzyko (utrata temperatury i ciśnienia mogłaby doprowadzić do nieodwracalnego uszkodzenia reaktora, ale być może udałoby się uratować okręt i załogę). W istniejących warunkach załoga okrętu nie mogła wykonać awaryjnego manewru wynurzenia ani na sterach z użyciem silników elektrycznych, ani za pomocą wydmuchania wody ze zbiorników balastowych. Zgodnie z wcześniejsza praktyką sprężone powietrze zmagazynowane było w długich rurach o niewielkiej średnicy. Rury te nieuchronnie zawierały pewna ilość wilgoci – gdy powietrze rozszerzało się w nich, na skutek praw termodynamiki (efekt Joule’a-Thomsona) ochładzało się przez przemianę adiabatyczną, szybko doprowadzając do zamarznięcia zgromadzonej w rurach wilgoci. Stanowiło to nieprzewidziane wcześniej zjawisko, które później zademonstrowano w przeprowadzonym przy nabrzeżu eksperymencie. W celu utrzymania zdolności wydmuchu mimo zwiększającej się głębokości zanurzenia i tworzenia się lodu, ciśnienie powietrza musiało zostać zwiększone z 3000 do 4500 psi (211 do 316 at), a na to w niesprawnym systemie zabrakło energii [roztopienie lodu było niemożliwe, ponieważ wymagało ogrzewania rur z zewnątrz przez załogę, na co zabrakło czasu (abstrahując od tego, że nie zawsze można było dotrzeć do rur)]. O ile bowiem wszystkie komponenty systemu zostały przetestowane indywidualnie, system nie został przetestowany jako całość. Do utraty „Threshera” doprowadziła prawdopodobnie kombinacja utraty reaktora oraz niemożliwość wydmuchnięcia wody ze zbiorników balastowych.
W wyniku śledztwa, które wszczęto po katastrofie, a którego częścią była m.in. penetracja szczątków okrętu, określono prawdopodobne przyczyny katastrofy. Doszło do niej w wyniku splotu kilku przyczyn:

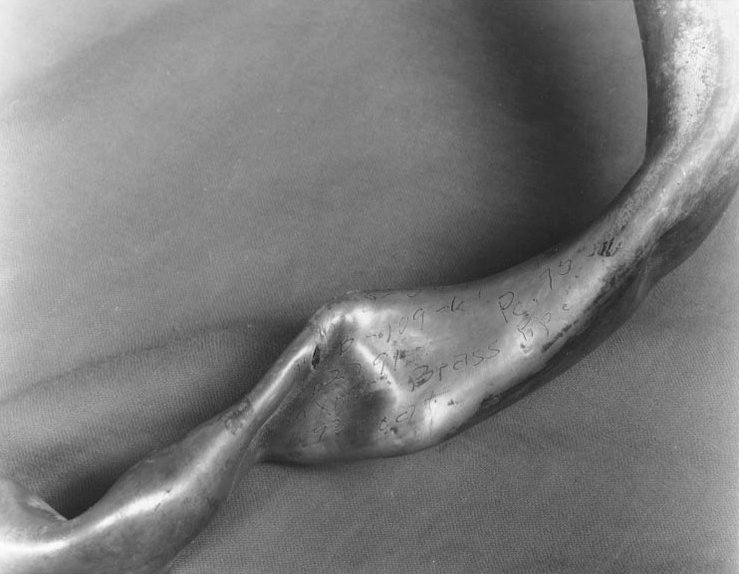
Skręcony przez ciśnienie rurociąg, co mogło być przyczyną zatonięcia

1. Pęknięcie wadliwej spoiny (wykonanej metodą lutowania twardego srebrem) w rurociągu z wodą słoną – skutkiem było powstanie strumienia wody (lub raczej mgły wodnej), który nie stanowił początkowo bezpośredniego zagrożenia dla pływalności okrętu, ale spowodował zwarcia w instalacji elektrycznej w maszynowni. Wada spoiny wynikła z chęci obniżenia kosztów budowy okrętu – dla rurociągów uznanych za „mniej ważne” zamiast spawania elektrycznego w atmosferze gazu obojętnego wybrano tańsze lutowanie twarde, a ponadto spoin tych nie kontrolowano w większości defektoskopowo, a tylko poprzestano na napełnieniu rurociągów wodą.
2. Błędy w konstrukcji rurociągów – zawory odcinające przepływ wody w poszczególnych rurociągach były umieszczone w różnych miejscach w maszynowni (nierzadko dostęp do nich był utrudniony).
3. Błędy w konstrukcji instalacji elektrycznej – nie istniała możliwość szybkiego ominięcia objętej zwarciem części, co uniemożliwiło szybkie uruchomienie zapasowych silników elektrycznych (większość obwodów działała, ale akurat te nie).
4. Błędy w konstrukcji systemu bezpieczeństwa reaktora jądrowego – w „Thresherze” w przypadku każdego zwarcia (poza najmniejszymi) w instalacji elektrycznej okrętu reaktor był automatycznie wyłączany (niezależnie od tego, czy zwarcie zagrażało mu bezpośrednio) i jego restart był możliwy dopiero po usunięciu tego zwarcia lub jego ominięciu poprzez przełączenie przewodów.
5. Błędy w ówczesnych procedurach obsługi reaktora – wymagały one, aby po wyłączeniu reaktora odcinano dopływ pary wodnej z obiegu wtórnego do turbin napędzających śruby (uzasadnieniem było niebezpieczeństwo przecieku radioaktywnego). Na okręcie nie było wtedy I mechanika (był w szpitalu przy żonie, która oparzyła się w kuchni), a tylko niedoświadczony młody oficer, który postąpił zgodnie z zaleceniami. I mechanik twierdził potem, że wbrew tym zaleceniom trzymałby turbiny pod parą do końca, aby zapewnić okrętowi pływalność podczas okresu potrzebnego na uruchomienie silników elektrycznych albo ponowne uruchomienie reaktora i przeprowadzenie szasowania balastów.
6. Błędy w konstrukcji systemu szasowania balastów – przewody sprężonego powietrza były wąskie i brak było przy nich podgrzewaczy. Przy szybkim rozprężaniu powietrza ze zbiorników do wyszasowania wody zgodnie z prawami fizyki następuje obniżenie jego temperatury, co powodowało, że para wodna zawarta w powietrzu zamarzała. Wada ta była niewykrywalna z powodu techniki pływania na okrętach nuklearnych. W przeciwieństwie do okrętów konwencjonalnych, gdzie zmianami zapełnienia zbiorników balastowych regulowano głębokość zanurzenia, na okrętach nuklearnych balasty napełnia/opróżnia się powoli do końca przy samym wynurzeniu/zanurzeniu (szasowanie jest głośne), a podczas całego zanurzenia zadaną głębokość utrzymuje się dzięki pracy śrub i odpowiedniemu ustawieniu sterów głębokości (pionowa składowa siły napędzającej przeciwdziała dalszemu zanurzaniu okrętu). Na okrętach konwencjonalnych jest to możliwe tylko przez krótki czas, bo ulegają wyczerpaniu akumulatory lub nadmiernie zużywane jest paliwo (gdy okręt używa chrap), podczas gdy na okręcie nuklearnym nie ma problemów z dostarczaniem energii. Na „Thresherze” okazało się, że powstały lód zatkał przewody, a brakło czasu na jego stopienie.

## Konsekwencje katastrofy
Konstrukcja okrętów typu Thresher nie okazała się – jak wynikło z przeprowadzonych analiz – zasadniczo wadliwa, wymagała jednak pewnych zmian w celu wykluczenia podobnych przypadków w przyszłości. Uruchomiony w tym celu specjalny program SUBSAFE (bezpieczny okręt podwodny) opóźnił dostawy nowych myśliwskich okrętów podwodnych o wiele lat. Podstawowymi efektami SUBSAFE stały się:
- przeprojektowano wszystkie rurociągi transportujące wodę morską w celu zapewnienia im zdolności wytrzymania pełnego ciśnienia wody morskiej (spoiny wykonywano wyłącznie metodą spawania elektrycznego);
- zainstalowano centralne zawory awaryjne, aby jedna osoba mogła szybko zamknąć cały wewnętrzny obwód;
- przekonstruowano instalację elektryczną tak, aby możliwe było szybkie ominięcie zwarcia;
- awaryjne procedury obsługi reaktora zmodyfikowano, aby całe ciepło pozostałe w reaktorze po jego zatrzymaniu mogło zostać szybko użyte do awaryjnego wynurzenia się okrętu;
- wysokociśnieniowy system przedmuchu zbiorników balastowych zmodyfikowano w taki sposób, aby przechodził bezpośrednio do głównych zbiorników, zamiast przez kolektory w pomieszczeniu sterowania. Rurociągi zostały też poszerzone celem przezwyciężenia problemu ochładzania adiabatycznego.

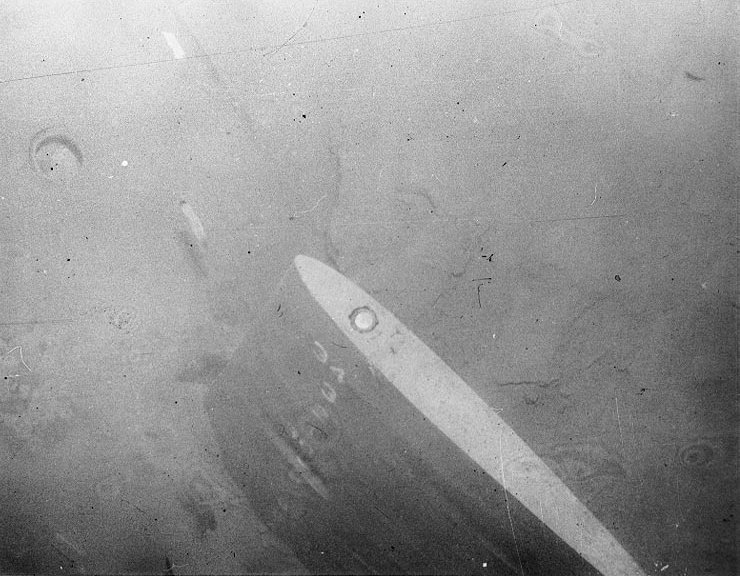
Fragment wraku „Threshera” – pionowy ster kierunku na rufie

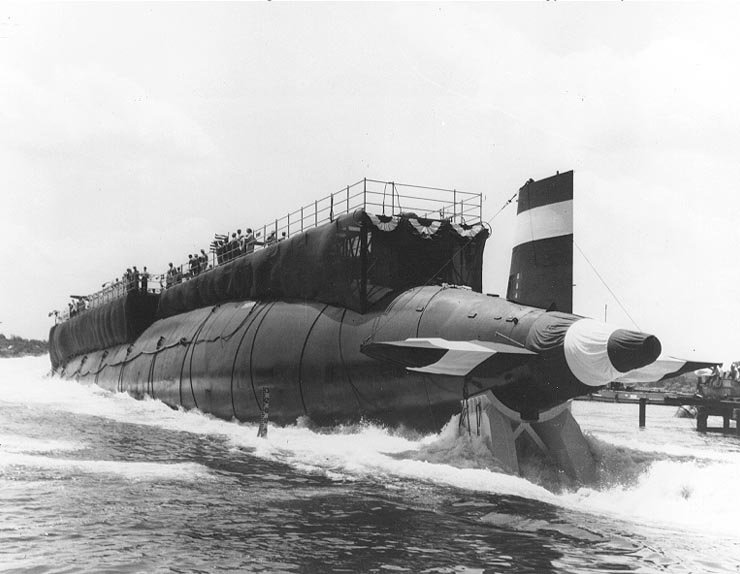
...ten sam pionowy ster kierunku widoczny na rufie w trakcie wodowania okrętu

Utrata „Threshera” miała też jednak bardziej dalekosiężne konsekwencje. Z wejściem do użytku stali HY-80 wydawało się, że US Navy znalazła się na ścieżce prowadzącej do stopniowego acz szybkiego zwiększania możliwej głębokości operacyjnej. Katastrofa zachwiała podstawami tego optymizmu, powodując, że marynarka amerykańska na długie dziesięciolecia zrezygnowała ze zwiększania głębokości operacyjnej swoich okrętów, przyjmując zachowawczą politykę w tym zakresie. W czasie, gdy kolejne typy radzieckich okrętów podwodnych biły rekordy głębokości zanurzenia, US Navy zachowawczo wprowadzała do służby nowe typy okrętów z głębokością testową niższą niż pozwalała na to charakterystyka wytrzymałościowa stali HY-80. O ile zanurzenie testowe jednostek typu Thresher wynosiło 400 metrów, o tyle aż do wprowadzenia do służby okrętów typu Seawolf głębokość zanurzenia testowego wszystkich następnych typów okrętów – zarówno wielozadaniowych, jak i strategicznych – w zasadzie nie przekraczała 300 metrów, i to mimo że wyprodukowany z tej samej stali HY-80 okręt badawczy z napędem jądrowym Naval Research Vessel (NR-1) zdolny był do bezpiecznego zanurzenia na głębokość aż 915 metrów. Sytuacja ta zmieniła się dopiero w 1997 roku, wraz z wprowadzeniem do służby zbudowanego z wytrzymalszej stali HY-100 USS „Seawolf” (SSN-21). Mimo głębokości testowej wynoszącej oficjalnie 243,84 metrów, rzeczywista maksymalna głębokość operacyjna wynosi w przypadku okrętów tego typu aż 610 metrów. Przez dziesięciolecia, podczas gdy okręty radzieckie udowadniały, że potrafią zanurzać się na nieosiągalne dla okrętów US Navy głębokości, marynarka amerykańska wychodziła z założenia, że bezpieczeństwo załóg jest sprawa priorytetową, a za pomocą torped (początkowo Mk 45 Astor z głowicą nuklearną, a następnie Mk 48 z głowicą konwencjonalną) jest w stanie zniszczyć sowieckie okręty bez względu na głębokość, na jaką realnie będą w stanie się zanurzyć.
Spowodowany katastrofą „Threshera” konserwatyzm US Navy w konstruowaniu i budowie okrętów uwidocznił się również w przedłużeniu stosowania stali HY-80. Stal ta, po raz pierwszy zastosowana na okrętach typu Skipjack w 1959 roku, używana była w okrętach strategicznego systemu rakietowego Polaris i aż po czasy okrętów typu Los Angeles. Skutkowało to nie tylko niezwiększaniem głębokości operacyjnej, ale wręcz jej zmniejszeniem dla 62 jednostek typu Los Angeles. Konsekwencja, z jaką US Navy pozostawała przy tej stali zamiast wytrzymalszej HY-100, podyktowana była problemami z obróbką tej ostatniej, a także kwestiami masy okrętów. W oczywisty sposób wpływało to nie tylko na dopuszczalną głębokość operacyjną, lecz także na wytrzymałość kadłubów, zmniejszenie liczby narażonych na działanie ciśnienia sekcji okrętów, zmniejszenie rezerwy wyporu hydrostatycznego i marginesu dopuszczalnych przyszłych modernizacji. Zachowawczość amerykańskiej marynarki uwidoczniła się także w rezygnacji przez admirała Rickovera z rewolucyjnej konstrukcji okrętu myśliwskiego opracowywanej w programie CONFORM. Z drugiej strony ostrożność US Navy prowadziła do konstrukcji reaktorów znacznie bezpieczniejszych niż radzieckie, ostrzejszych procedur bezpieczeństwa i lepszego wyszkolenia załóg.
W momencie katastrofy „Threshera”, trwał już program daleko idącej modyfikacji okrętów tego typu, zmierzającej do pozbawienia konstrukcji pewnych słabości. Z czasem program ten doprowadził do powstania konstrukcji okrętów typu Sturgeon, w którym zaimplementowano komplet rozwiązań powstałych w programie SUBSAFE.